# Nuno Da Silva
Nuno Filipe Da Silva (Zurigo, 14 marzo 1994) è un calciatore svizzero di origini portoghesi, centrocampista del Bellinzona.

## Caratteristiche tecniche
È un esterno sinistro.

## Carriera
Ha esordito il 19 maggio 2015 con la maglia del Breitenrain in occasione del match di Coppa Svizzera perso 2-0 contro il San Gallo.
Ha segnato la sua prima rete il 14 aprile 2018 con la maglia del Thun in occasione del match di campionato pareggiato 1-1 contro il Lugano.

## Palmarès
- Challenge League: 1

Grasshoppers: 2020-2021